# Aleksandr Lisowik
Aleksandr Grigorjewicz Lisowik (ros. Александр Григорьевич Лисовик, ukr. Олександр Григорович Лісовик, ur. 22 grudnia 1897 we wsi Horby w guberni charkowskiej, zm. 24 października 1937 w Kijowie) – polityk Ukraińskiej SRR.

## Życiorys
W 1918 został członkiem RKP(b), 1925-1927 był przewodniczącym Komitetu Wykonawczego Artiomowskiej Rady Okręgowej, a od lutego do października 1932 przewodniczącym Komitetu Wykonawczego Winnickiej Rady Obwodowej. Od 16 listopada 1932 do 29 października 1933 był zastępcą ludowego komisarza rolnictwa Ukraińskiej SRR, od 29 października 1933 zastępcą pełnomocnika Ludowego Komisariatu Sowchozów Zbożowych i Hodowlanych, a 1935 pełnomocnikiem Ludowego Komisariatu Sowchozów Zbożowych i Hodowlanych ZSRR na Ukraińską SRR.
2 lipca 1937 został aresztowany, następnie rozstrzelany w ramach wielkiej czystki.